# Hồ chứa nước Kyiv
Hồ chứa nước Kyiv (tiếng Ukraina: Київське водосховище, đã Latinh hoá: Kyyivs’ke vodoskhovyshche), ở địa phương gọi là biển Kyiv, nằm trên sông Dnepr tại Ukraina. Hồ được đặt tên theo thành phố Kyiv ở phía nam, có diện tích là 922 kilômét vuông (356 dặm vuông Anh) nằm trong địa giới tỉnh Kyiv. Hồ tích nước vào năm 1964–1966 sau khi xây đập nước cho nhà máy thủy điện Kyiv tại Vyshhorod. Hồ chứa nước chủ yếu sử dụng cho phát điện, công nghiệp và dân sinh, cũng như tưới tiêu.
Hồ dài 110 km, rộng 12 km, có độ sâu từ 4 đến 8 m, dung tích là 3,7 km3 (0,89 mi khối), và dung tích sử dụng là 1,2 km3 (0,29 mi khối). Hồ chứa nước Kyiv cùng với các hồ chứa nước Kakhovka, Dnepr, Kamianske, Kremenchuk và Kaniv, tạo ra một tuyến đường thủy nước sâu trên sông. Tuy nhiên, chúng cũng gây ra các vấn đề môi trường như giảm tốc độ dòng chảy dẫn đến giảm lượng oxy trong nước, gây kết quả tiêu cực cho cân bằng của các dạng sống thủy sinh. Ngoài ra, một số làng lân cận bị ngập khi hồ tích nước. Một trong số đó là  Teremtsi, dân làng đã thuyết phục giới chức Liên Xô cho ở lại, và họ chỉ bị di tản trong thảm họa Chernobyl 1986.
Giống như các hồ chứa nước khác trên sông Dnepr, hồ chứa nước Kyiv gây các mối đe dọa tiềm năng về ngập lụt khủng khiếp nếu đập bị phá hủy. Ngoài ra, sau thảm họa  Chernobyl năm 1986, hạt nhân phóng xạ bị mưa cuốn trôi gây ô nhiễm trầm trọng phù sa đáy hồ chứa. Trong những năm sau thảm họa, có đề xuất rút nước hồ do nó quá nông, nhưng có thể khiến bụi phóng xạ theo gió bay đến nơi khác.
Lo ngại về khả năng đập bị phá hủy lại nổi lên vào tháng 2 năm 2022 trong cuộc tấn công vào Kyiv. Quân Nga đoạt quyền kiểm soát nhà máy thủy điện vào ngày 25 hoặc 26 tháng 2. Quân Ukraina tái chiếm nhà máy vào ngày 26 tháng 2. Có những thông tin rằng Không quân Ukraina chặn một tên lửa bay hướng về đập. Interfax nói rằng nếu đập bị vỡ thì ngập lụt có thể phá hủy "toàn bộ tả ngạn của Kyiv".

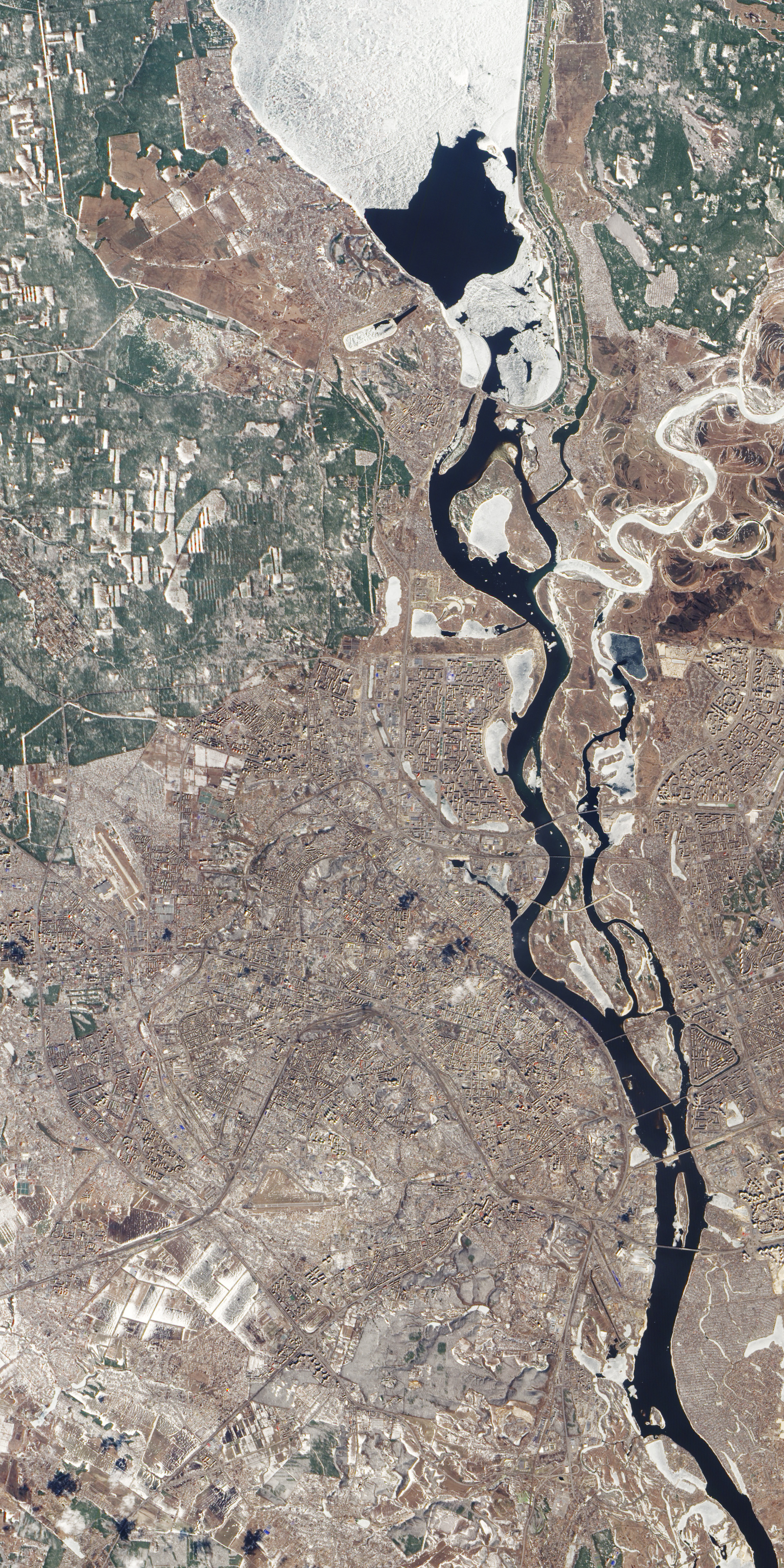
Bề mặt hồ chứa bị đóng băng một phần vào mùa xuân.
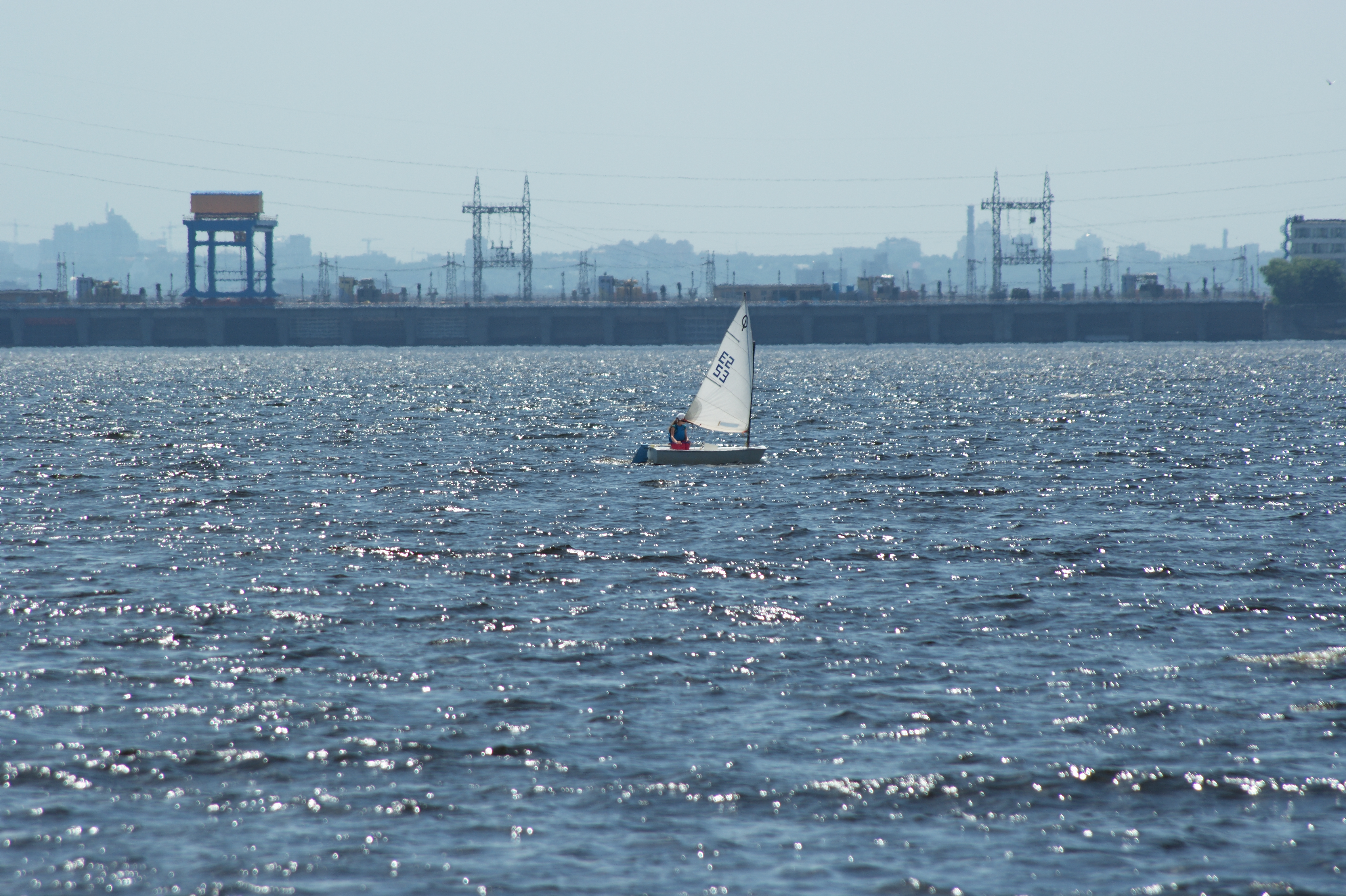
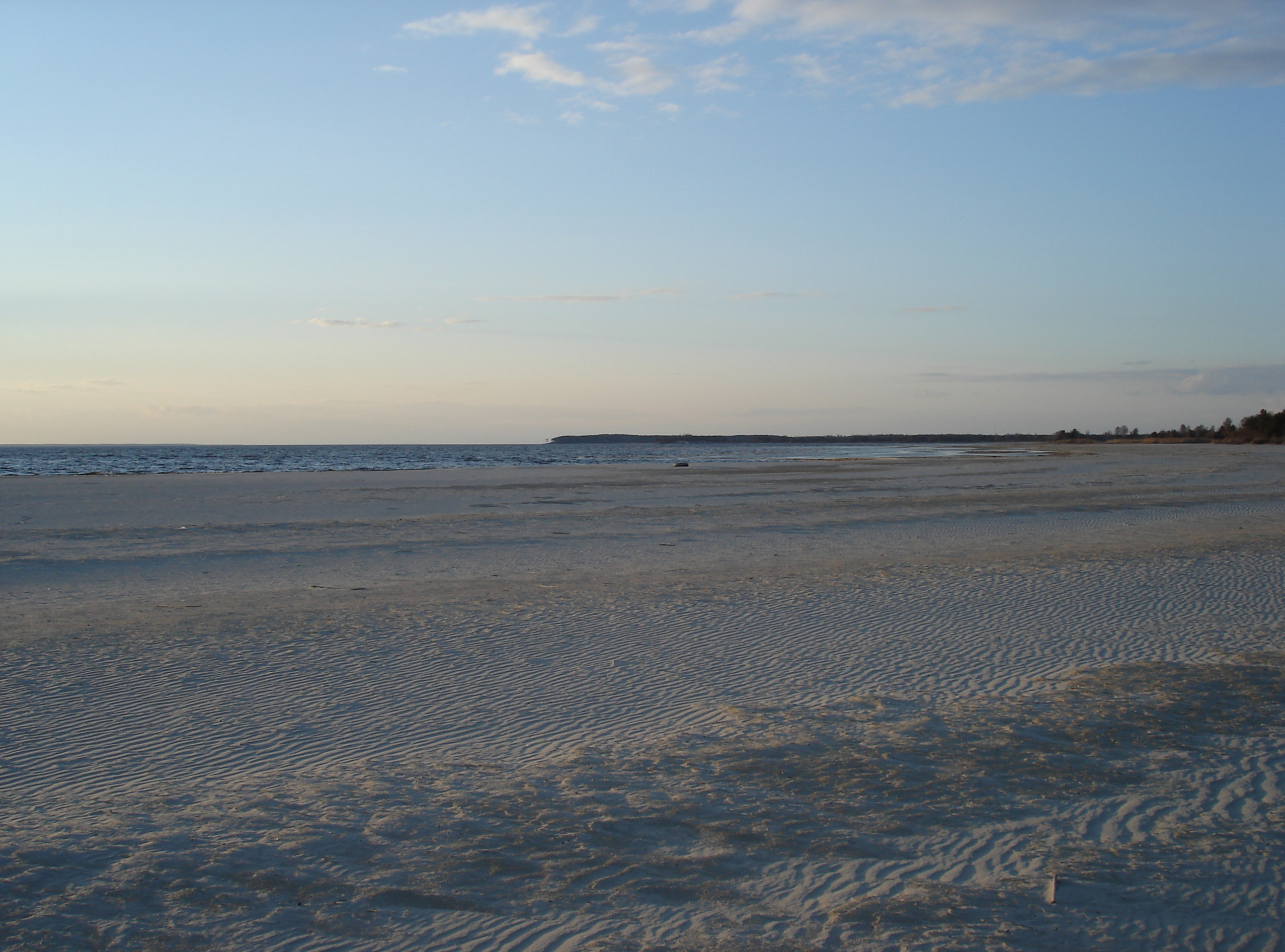
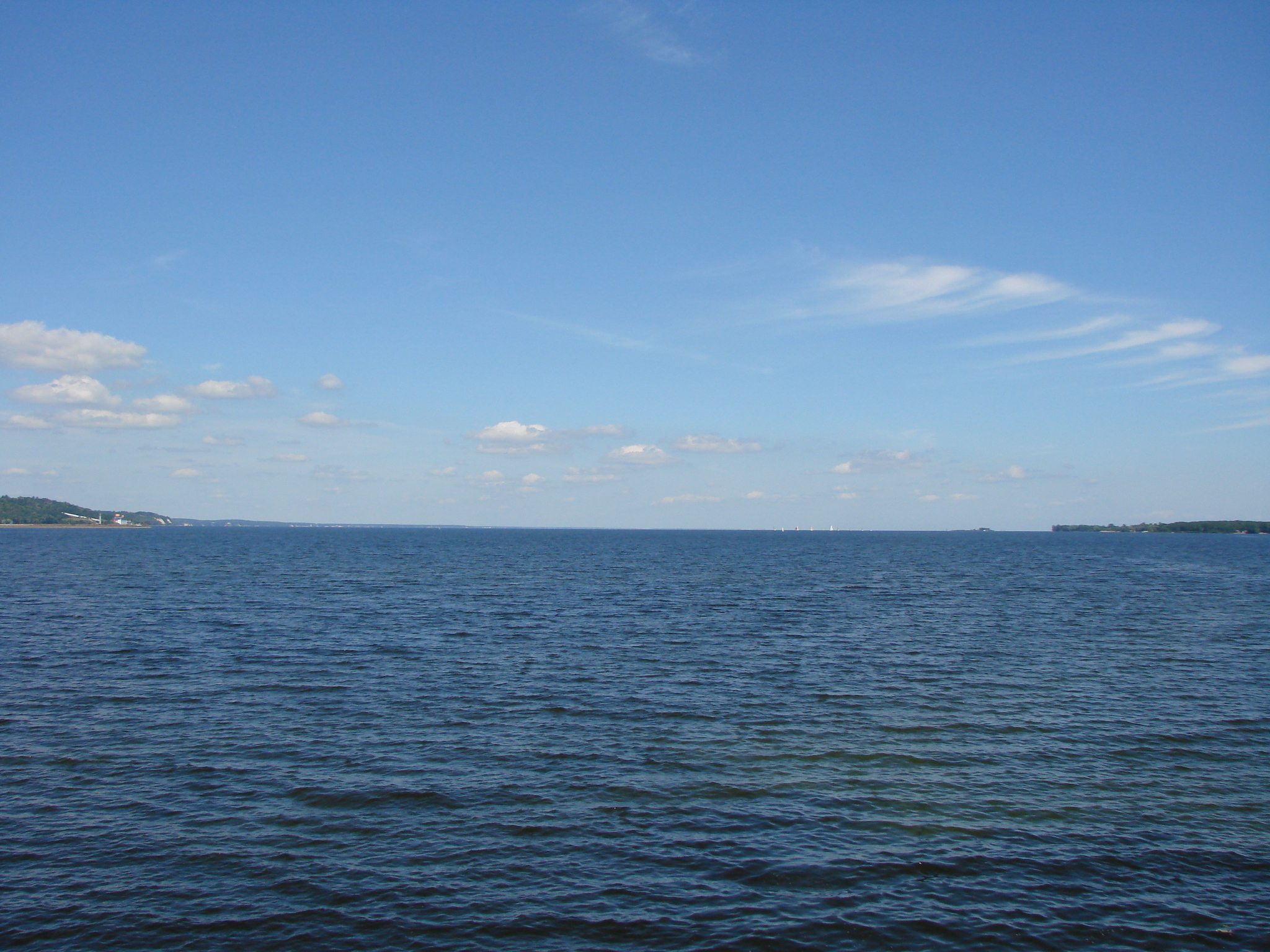
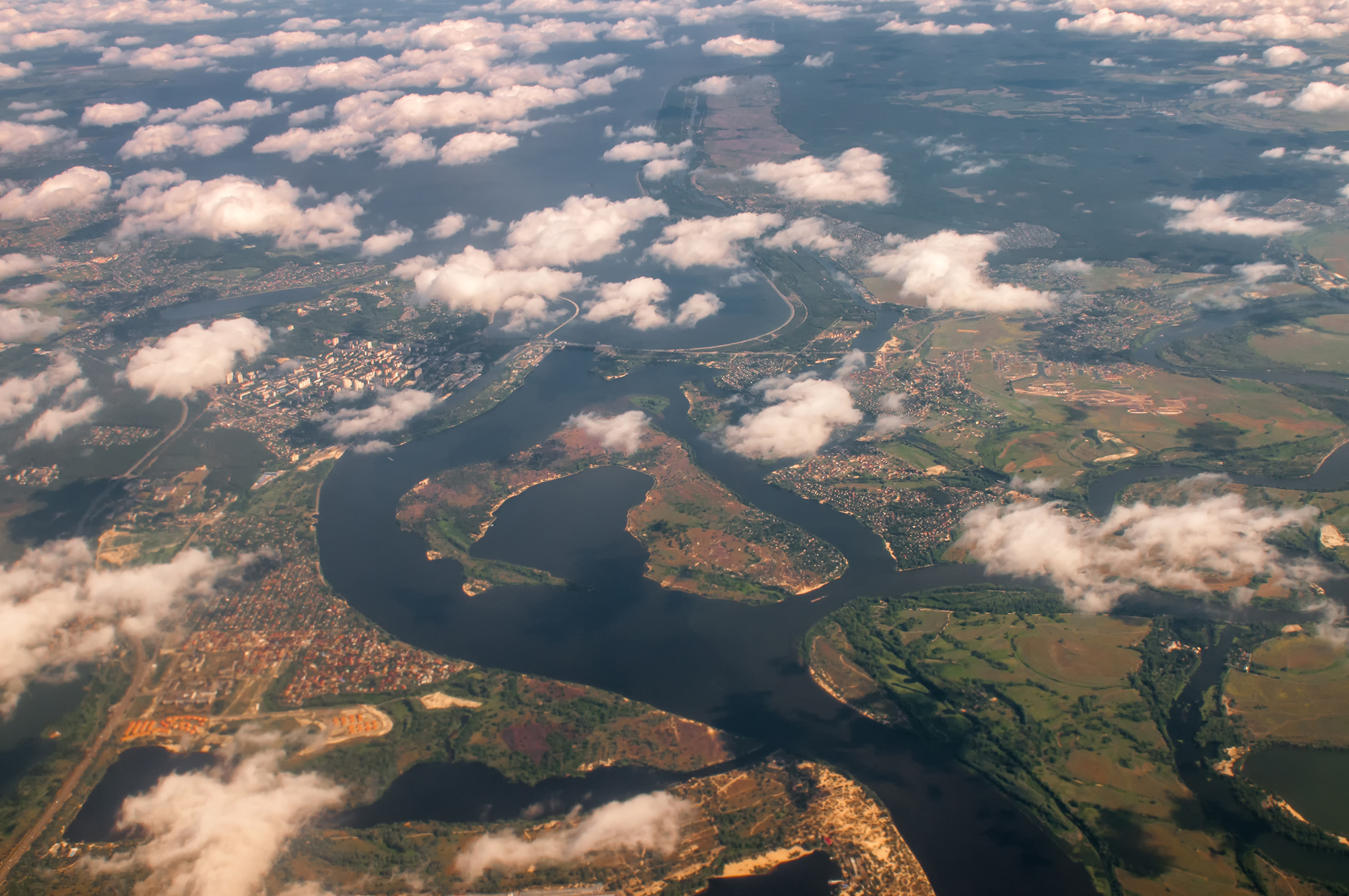

## Liên kết
- Information about the reservoir tại Wayback Machine (lưu trữ ngày 27 tháng 10 năm 2009)
- “Аргументы и факты” о реальных угрозах дамбы Киевского водохранилища и ГЭС Lưu trữ ngày 25 tháng 1 năm 2021 tại Wayback Machine
- “Известия” о проблематике плотины Киевского водохранилища и ГЭС
- Эксперт УНИАН об угрозах дамбы Киевского водохранилища